# Der (voraussichtlich) letzte Streich der Olsenbande
Der (voraussichtlich) letzte Streich der Olsenbande ist eine dänische Kriminalkomödie aus dem Jahr 1974. Es handelt sich um den sechsten Film mit der Olsenbande. Dem Titel nach sollte es ursprünglich der letzte Film der Reihe werden; jedoch entstand bereits ein Jahr später der nächste Film mit dem Titel Die Olsenbande stellt die Weichen, weshalb der deutsche Titel um das Wort voraussichtlich ergänzt wurde.

## Handlung

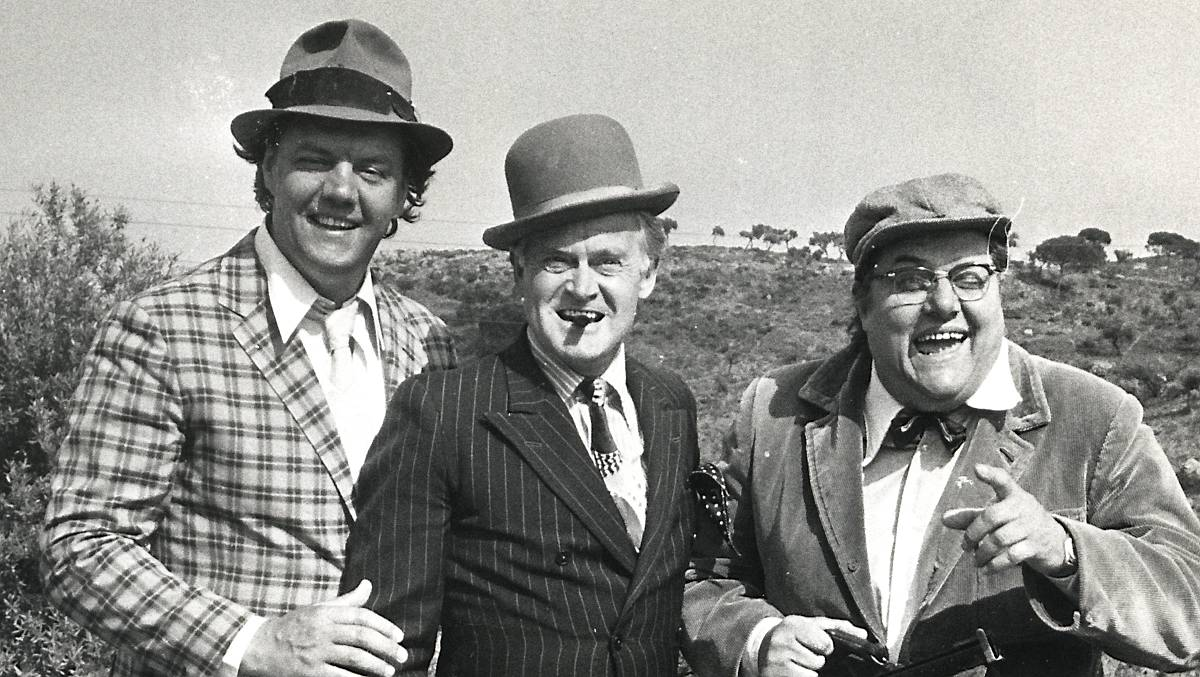
Die Olsenbande auf Mallorca bei Dreharbeiten zum Film Der (voraussichtlich) letzte Streich der Olsenbande.

Egon, Benny sowie Kjeld mit Frau und Kind sind nach dem letzten Abenteuer sicher in Spanien angekommen, haben jedoch kein Bargeld. Zur Beschaffung versucht Egon deshalb den Tresor des wohlhabenden dänischen Restaurantbesitzers „Schweine-Hansen“ zu knacken, wird dabei jedoch auf frischer Tat ertappt, verhaftet und zurück nach Dänemark überführt.
Nach seiner Haftentlassung wird Egon zum Erstaunen von Kjeld und Benny von einer großen Limousine vom Gefängnis abgeholt und tut so, als würde er seine beiden Freunde nicht kennen. Wie sich herausstellt, hatte Egon während seiner Haft Kontakt zu dem nach außen hin seriösen Geschäftsmann Holm-Hansen jr. hergestellt. Dieser hatte von Egons Meisterschaft im Öffnen von Franz-Jäger-Tresoren erfahren und engagiert ihn deshalb für das Aufbrechen eines Geldschrankes, den sein kurz zuvor verstorbener Geschäftspartner in einer Villa in der Schweiz hinterlassen hat.

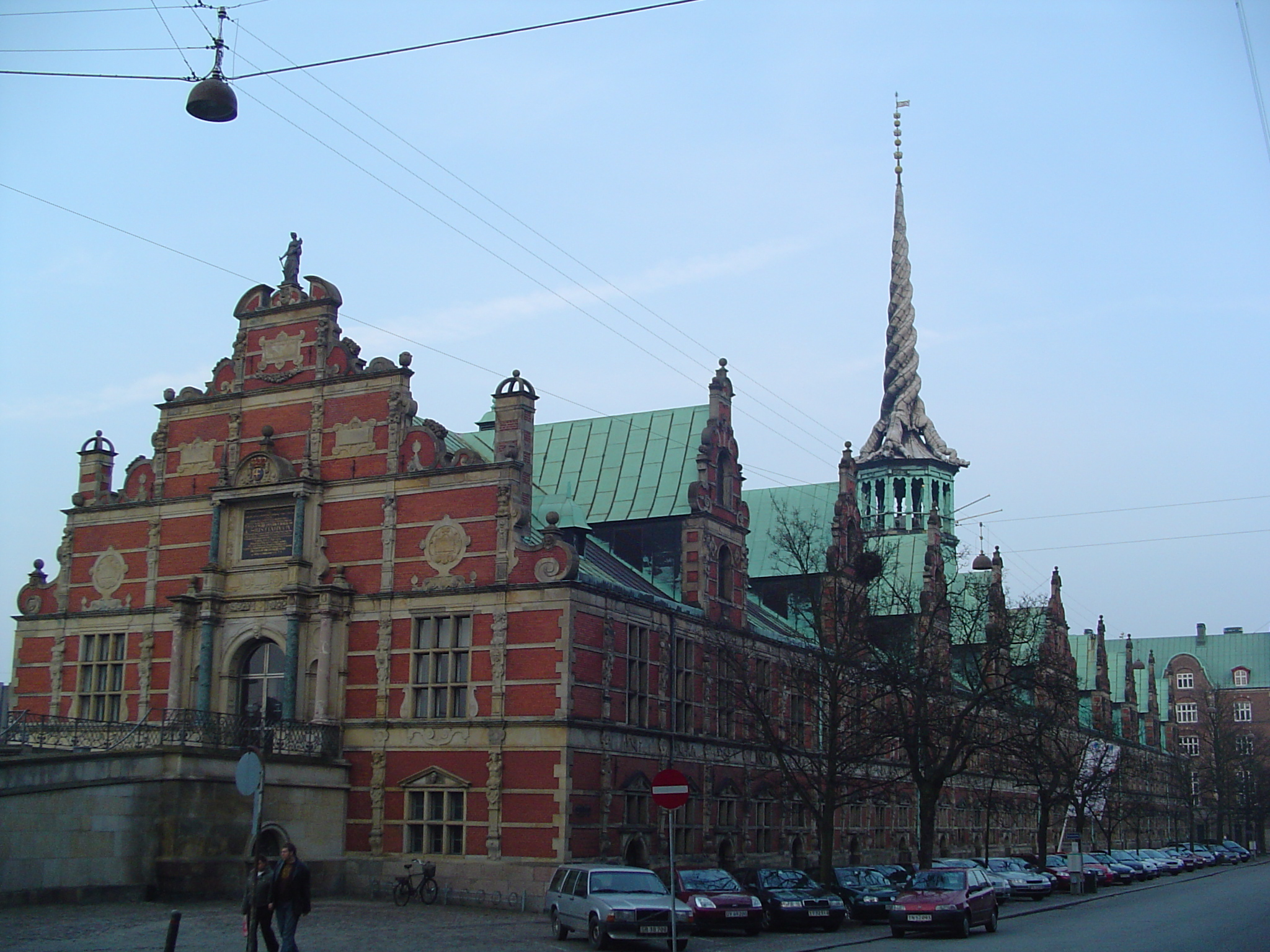
In der Kopenhagener Børse werden die Diamanten übergeben.

Dort angekommen, meistert Egon die ihm gestellte Aufgabe mit Bravour, wird jedoch zu seinem Entsetzen in der Villa zurückgelassen und der Polizei ausgeliefert. Im letzten Moment kann er fliehen und sich nach Dänemark durchschlagen, wo er zu Kjeld und Benny zurückkehrt. Sein Ziel ist es, an Holm-Hansen jr. Rache für den Bruch der Abmachungen zu nehmen. Bei dem Inhalt des Tresors handelte es sich um nichts Geringeres als die seit Jahrzehnten weltweit gesuchten Bedford-Diamanten, die Holm-Hansen für 15 Millionen Dollar bzw. 100 Millionen Kronen an einen arabischen Scheich verkauft.
Auf der Kopenhagener Knippelsbro gelingt es Egon, die Juwelen aus dem Wagen des Scheichs zu rauben. Als er sie jedoch später zurück zu Holm-Hansen jr. bringen will, um ihn damit zu erpressen, enthält die Tasche anstatt der Diamanten nur wertlosen Tand. Yvonne hatte die Juwelen „vorsorglich“ vertauscht und zu Hause gut versteckt. Allerdings finden Egon, Kjeld und Benny heraus, dass sie den Schrank, in dem die Juwelen aufbewahrt wurden, zum Trödler gebracht hat.
Unterdessen wird das Dumme Schwein von Holm-Hansen jr. beauftragt, für Egons Verschwinden zu Sorgen. Benny und Kjeld brechen mit Egon, der mittlerweile den Verstand verloren hat, zu dem besagten Trödler auf. Während es ihnen gelingt, die echten Juwelen wiederzubeschaffen, wird Egon vom Dummen Schwein gekidnappt. Erst in letzter Sekunde befreien ihn Kjeld und Benny.
Egon hat nun einen neuen Plan: Kjeld und Benny verkleiden sich als Polizisten und gehen mit Egon als angeblichem „Delinquenten“, der gegen Holm-Hansen jr. ausgesagt hat, zu diesem. Während Holm-Hansen jr. von Benny „verhört“ wird, kann Egon unbemerkt dessen Tresor knacken und die drei Koffer mit den 100 Millionen Kronen stehlen. Als die Olsenbande mit der Beute verschwindet, ruft Holm-Hansen jr. die Polizei. Diese entdeckt jedoch in Holm-Hansens Tresor die lang gesuchten Bedford-Diamanten, so dass Holm-Hansen jr. verhaftet wird. Unterdessen können Egon, Benny, Kjeld, Yvonne und Børge wohlbehalten und um 100 Millionen Kronen reicher nach Mallorca zurückkehren.

## Deutsche Synchronisation
Dieser Film wurde in der DDR nur im Fernsehen gezeigt, und zwar erstmals zu Weihnachten 1977, als der nachfolgende Film bereits im Kino gelaufen war. Daher kam das Wort „voraussichtlich“ in den deutschen Titel. Die Hauptrollen waren in beiden Filmen mit denselben Sprechern besetzt: Karl Heinz Oppel als Egon, Peter Dommisch als Benny, Erhard Köster als Kjeld, Helga Hahnemann als Yvonne und Michael Pan als Børge. Die Synchronregie führte Hella Graf.
Die deutsche Fassung wurde gegenüber der dänischen um etwa sechs Minuten gekürzt.

## Bedeutung
Der Film sollte eigentlich den Abschluss der Reihe bilden und ist auch dramaturgisch so konzipiert. Gleichzeitig sind aber viele Figuren und Handlungselemente, die für alle späteren Olsenbandenfilme prägend waren, in diesem Film zum ersten Mal vorhanden; so zum Beispiel Ole Ernst als Kriminalassistent Holm, der regelmäßig von seinem fatalistischen Vorgesetzten belehrt wird, Ove Verner Hansen als das Dumme Schwein, das Egon stets mit einer besonders ausgefallenen Methode aus dem Weg räumen will, sowie Bjørn Watt-Boolsen als scheinbar ehrenwerter, tatsächlich aber skrupelloser Hauptgegenspieler der Olsenbande.

## Trivia
- Die Touristin, die am Anfang des Films Benny nachstellt, ist Morten Grunwalds Ehefrau Lily Weiding. Kirsten Walthers Ehemann Palle Wolfsberg hatte in den Mallorca-Szenen ebenfalls eine kleine Rolle als Restauranteigentümer Schweine-Hansen.
- In einigen Szenen auf Mallorca sind Autos mit den (damals) üblichen Nummernschildern von Madrid (erster Buchstabe M) zu sehen anstatt des für die Balearischen Inseln (damals) typischen PM.
- Zwar wurden einige Szenen tatsächlich in der Schweiz gedreht (Feldbach und Herrliberg); die Villa, aus deren Tresor Egon die Diamanten holt, befand sich jedoch im Kopenhagener Stadtteil Klampenborg.
- Im Jahr 1975 entstand mit Olsenbandens siste bedrifter eine norwegische Neuverfilmung.
- Die Darsteller der Olsenbande in den norwegischen Remakes, Arve Opsahl, Sverre Holm und Carsten Byhring, haben einen Gastauftritt als betrunkene Touristen.
- Die ursprüngliche Fassung der DEFA ist ca. sechs Minuten kürzer als das Original. In der neueren DVD- und Fernsehfassung (ab 2005) wurden einige Sequenzen wieder eingefügt, vor allem die fehlenden Teile von Egons Reise in die Schweiz, die ohne Probleme eingefügt werden konnten, da Ove Sprogøe auch im dänischen Original Deutsch spricht. In der dänisch-deutschen BluRay-Fassung tauchen – unsynchronisiert – einige weitere Einstellungen auf. So wurde auch die Szene geschnitten, die in der DEFA-Fassung für das Fernsehen ursprünglich vorhanden war: Kjeld bewacht  in seiner Verkleidung als Polizist Egon, der währenddessen den Panzerschrank Holm-Hansens öffnen soll. Während Kjeld zuvor trotz seiner Verkleidung in der typisch unterwürfigen Rolle des Assistenten verharrt, verändert sich sein Rollen-Charakter in der Originalfassung, als klar wird, dass er die Schlüssel für Egons Handschellen verbummelt hat. Auf einer Bemerkung Bennys, dass man sich in der Uniform als ein ganz anderer Mensch fühle, entwickelt der uniformierte Kjeld plötzlich und unerwartet Autorität gegenüber Egon, der sich dieser dann auch überrascht beugt und den Geldschrank auf Kjelds Befehl hin ohne Stethoskop und Handschuhe öffnet. Die Szene wird kurz sichtbar, als Benny wieder in den Raum hinein schaut und sich Kjeld, immer noch mit dem Schlagstock drohend in die eigene Hand schlägt. Kurz darauf erwacht er aus seiner Imagination und ist wieder der alte, unterwürfige Assistent.

## Auszeichnungen
Ove Sprogøe erhielt eine Bodil als bester Hauptdarsteller.